# Корецький молокозавод
«Корецький молокозавод» — молокозавод у селі Морозівка, Рівненська область.

## Історія
Підприємство було засноване в 1979 році. Проте із розвалом Радянського Союзу молокозавод прийшов у занепад і закрився.
У 90-х роках силами монастиря завод було вібудовано, закупелно нове німецьке обладнання. Але він знову припинив існування через деякий час. З тих копчені сири (головна продукція підприємства) зветься «Монастирські сири».
Наступного разу підприємство відкрилося в 2009 році.